# Nová Ves (Moravia meridionale)
Nová Ves (in tedesco Mariahilf) è un comune della Repubblica Ceca facente parte del distretto di Brno-venkov, in Moravia Meridionale.